# Gerhard Wartenberg
Gerhard Wartenberg (né le 1er février 1904 à Tannroda et mort le 22 décembre 1942 au camp de concentration d'Oranienburg-Sachsenhausen) est un écrivain, membre de l'Union libre des travailleurs d'Allemagne (Freie Arbeiter-Union Deutschlands (FAUD)) et anarcho-syndicaliste allemand.

## Biographie
Après son abitur en 1922, il étudie la chimie à l'université de Leipzig et obtient un doctorat en 1928. Il appartient depuis ses 18 ans aux Jeunes Anarchistes-Syndicalistes d'Allemagne (ou Syndikalistisch-Anarchistische Jugend Deutschlands (SAJD) en allemand). En 1927, il est membre de la FAUD. Il est rédacteur pour Der Syndikalist avec Augustin Souchy, Max Winkler, Helmut Rüdiger et Fritz Köster et publie dans Fanal, le journal d'Erich Mühsam. Après avoir rencontré Rudolf Rocker, il participe au FAUD.
Il est rédacteur à Die Internationale et d'autres journaux comme Der Bakunist. Il appelle à un mouvement syndical autonome organisée économiquement et politiquement dans un syndicat fort face au KPD et SPD. Il devient le rédacteur d'Arbeiterecho qui succède à Der Syndikalist.
Il se marie en 1930 et a une fille l'année suivante. La famille vit à Berlin-Steglitz lorsque les nazis prennent le pouvoir. Il est condamné le 20 mai 1933 pour violation de la loi sur la presse et appel à la désobéissance à deux mois d'emprisonnement. Il fuit illégalement aux Pays-Bas avec l'aide d'Albert de Jong puis se rend à Berlin et se réfugie chez ses parents à Leipzig. Il est arrêté le 31 janvier 1935 et libéré 23 février 1935.
En 1937, 200 membres de la FAUD, devenue organisation illégale, sont arrêtés. Pour appel à la haute trahison, Wartenberg est condamné à cinq ans de prison le 7 avril 1938. Le 21 octobre 1941, la demande de grâce déposée par sa femme est rejetée. Il rejoint le camp de Sachsenhausen en 1942 et meurt dans l'année. La Gestapo affirme à sa veuve qu'il est mort d'une pneumonie.

## Notices
- Centre International de Recherches sur l'Anarchisme (Lausanne) : notice bibliographique.
- FAU : notice biographique.